# IC 347
IC 347 ist eine linsenförmige Galaxie vom Hubble-Typ S0 im Sternbild Eridanus am Südsternhimmel. Sie ist schätzungsweise 196 Millionen Lichtjahre von der Milchstraße entfernt und hat einen Durchmesser von etwa 70.000 Lichtjahren.
Im selben Himmelsareal befinden sich u. a. die Galaxien NGC 1417, NGC 1418, NGC 1424, IC 344.
Das Objekt wurde am 25. Dezember 1889 vom US-amerikanischen Astronomen Lewis Swift entdeckt.